# Universiteit van Letland
De Universiteit van Letland (Lets: Latvijas Universitāte, LU) is de oudste universiteit van Letland. De universiteit ligt in de Letse hoofdstad Riga. Er studeren zo'n 23.000 studenten.

## Geschiedenis

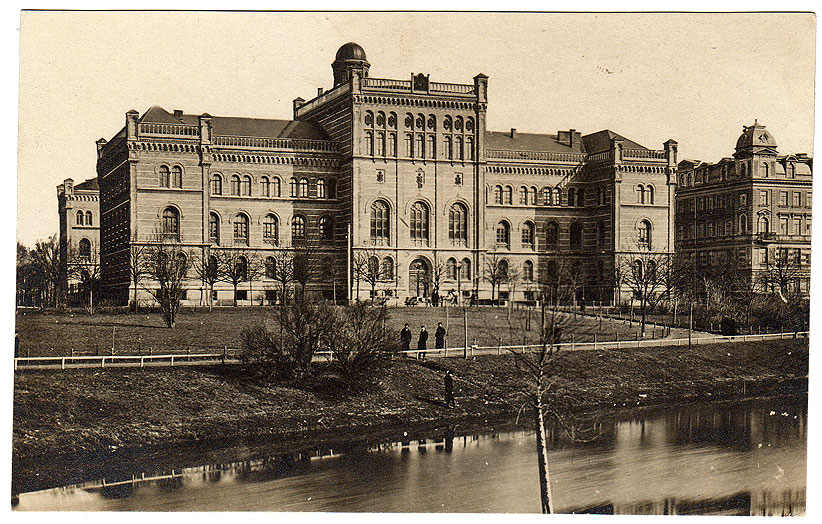
Hoofdgebouw van de Universiteit van Letland, begin 20e eeuw.

De Universiteit van Letland werd op 28 september 1919 opgericht als de Letse Hogeschool (Latvijas Augstskola), als opvolger van het Polytechnicum van Riga (opgericht in 1862). In 1923 kreeg de hogeschool de status van universiteit.
Tussen 1919 en 1940 was de universiteit van Letland het voornaamste centrum voor hoger onderwijs, wetenschap en cultuur. Het voormalige gebouw van het Polytechnicum van Riga werd het symbool van de universiteit.
In de loop der tijd werden een aantal faculteiten van de Universiteit van Letland afgestoten, waarna deze als zelfstandige universiteiten of instellingen verdergingen. Voorbeelden hiervan zijn de Landbouwuniversiteit van Letland (1939), de Stradiņš-universiteit Riga (medische wetenschappen, 1950) en de Technische Universiteit Riga (1958).
Toen Letland weer zelfstandig werd, bevestigde de hoge raad van de Republiek Letland op 18 september 1991 de constitutie van de universiteit. Veel Letse politici zijn alumni van de universiteit.

## Organisatie

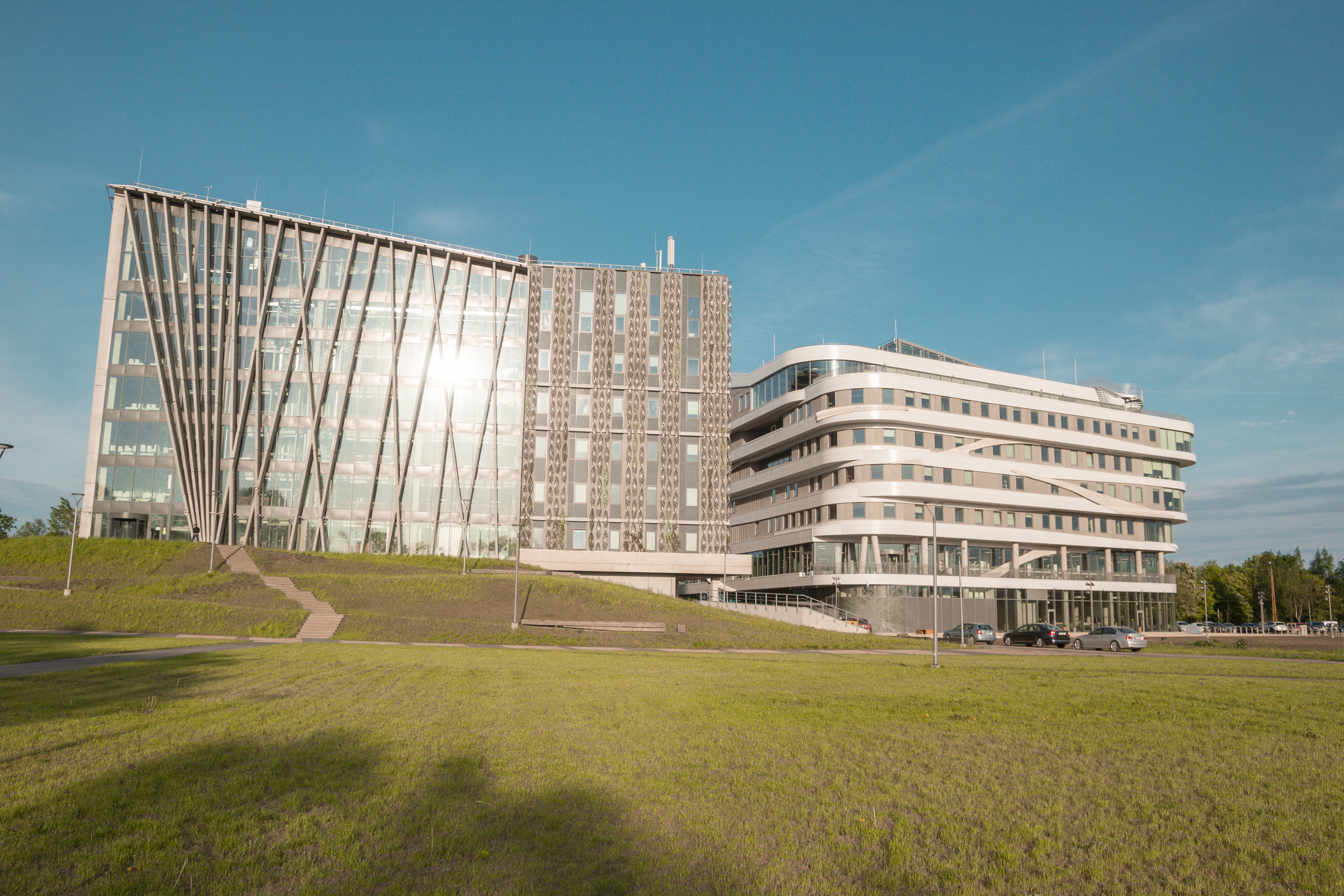
Campus (2019).

De Universiteit van Letland telt 14 faculteiten:
1. Faculteit Biologie
2. Faculteit Scheikunde
3. Faculteit Natuurkunde en Wiskunde
4. Faculteit Economie en Management
5. Faculteit Pedagogiek en Psychologie
6. Faculteit Geografie en Aardwetenschappen
7. Faculteit Geschiedenis en Filosofie
8. Faculteit Rechtsgeleerdheid
9. Faculteit Medicijnen
10. Faculteit Moderne talen
11. Faculteit Filologie en Kunstwetenschappen
12. Faculteit Sociale wetenschappen
13. Faculteit Theologie
14. Faculteit Informatica

Naast deze faculteiten heeft de universiteit ook bibliotheken, onderzoeksinstellingen, studiecentra, talenscholen en een carrièrecentrum.

## Sport
Met de METTA voetbalschool heeft de universiteit sinds 2007 een voetbalteam onder de naam FS Metta/LU. Deze club werd in 2011 kampioen in de 1. līga en promoveerde naar de Virslīga.